# Karate na Igrzyskach Panamerykańskich 2019
Karate na Igrzyskach Panamerykańskich 2019 odbywało się w dniach 9–11 sierpnia 2019 roku w Polideportivo Villa el Salvador w Limie. Stu trzydziestu dwóch zawodników obojga płci rywalizowało w czternastu konkurencjach indywidualnych i zespołowych.

## Podsumowanie

### Klasyfikacja medalowa
| Klasyfikacja medalowa | Klasyfikacja medalowa | Klasyfikacja medalowa | Klasyfikacja medalowa | Klasyfikacja medalowa | Klasyfikacja medalowa |
| Miejsce               | państwo               | Złoto                 | Srebro                | Brąz                  | Razem                 |
| --------------------- | --------------------- | --------------------- | --------------------- | --------------------- | --------------------- |
| 1                     | Stany Zjednoczone     | 4                     | 2                     | 1                     | 7                     |
| 2                     | Dominikana            | 3                     | 1                     | 3                     | 7                     |
| 3                     | Wenezuela             | 2                     | 2                     | 4                     | 8                     |
| 4                     | Peru                  | 2                     | 0                     | 4                     | 6                     |
| 5                     | Brazylia              | 1                     | 2                     | 4                     | 7                     |
| 6                     | Chile                 | 1                     | 2                     | 1                     | 4                     |
| 7                     | Kolumbia              | 1                     | 0                     | 2                     | 3                     |
| 8                     | Kanada                | 0                     | 2                     | 0                     | 2                     |
| 9                     | Meksyk                | 0                     | 3                     | 3                     | 6                     |
| 10                    | Gwatemala             | 0                     | 0                     | 2                     | 2                     |
| 11                    | Argentyna             | 0                     | 0                     | 1                     | 1                     |
| =                     | Kuba                  | 0                     | 0                     | 1                     | 1                     |
| =                     | Panama                | 0                     | 0                     | 1                     | 1                     |
| =                     | Urugwaj               | 0                     | 0                     | 1                     | 1                     |
| Razem                 | Razem                 | 14                    | 14                    | 28                    | 56                    |

### Medaliści
| Konkurencja        | 1. miejsce             | 2. miejsce             | 3. miejsce                            |           |
| Mężczyźni          | Mężczyźni              | Mężczyźni              | Mężczyźni                             | Mężczyźni |
| ------------------ | ---------------------- | ---------------------- | ------------------------------------- | --------- |
| Kata indywidualnie | Antonio Diaz           | Ariel Torres Gutierrez | Mariano Wong Hector Cencion           |           |
| Kata drużynowo     | Peru                   | Meksyk                 | Brazylia Argentyna                    |           |
| do 60 kg           | Joaquín González Lavín | Douglas Brose          | Jovanni Martínez Maximiliano Larrosa  |           |
| do 67 kg           | Andres Madera Delgado  | Camilo Velozo          | Deivis Ferreras Vinicius Figueira     |           |
| do 75 kg           | Thomas Scott           | Hernani Verissimo      | Allan Maldonado Anderson Soriano      |           |
| do 84 kg           | Carlos Sinisterra      | Kamran Madani          | Freddy Valera Alan Ever Cuevas        |           |
| powyżej 84 kg      | Brian Irr              | Daniel Gaysinsky       | Diego Lenis Rodrigo Rojas             |           |
| Kobiety            |                        |                        |                                       |           |
| Kata indywidualnie | Sakura Kokumai         | Maria Dimitrova        | Andrea Armada Ingrid Aranda           |           |
| Kata drużynowo     | Dominikana             | Meksyk                 | Brazylia Peru                         |           |
| do 50 kg           | Shannon Nishi          | Alicia Hernández       | Cheili Gonzalez Jessica De Paula      |           |
| do 55 kg           | Valéria Kumizaki       | Kathryn Campbell       | Baurelys Torres Paula Ivonne Flores   |           |
| do 61 kg           | Alexandra Grande       | Claudymar Garces       | Karina Diaz Medina Xhunashi Caballero |           |
| do 68 kg           | Tanya Rodriguez        | Susana Li              | Wendy Mosquera Marianth Cuervo Baute  |           |
| powyżej 68 kg      | Pamela Rodriguez       | Omaira Molina          | Isabel Aco Cirrus Lingl               |           |